# 寮王國
老挝王国（羅馬化：Phra Ratxa A-na-chak Lao）是於1946年在今老挝建立的一个君主制国家。1946年，法国保护国琅勃拉邦的君主西萨旺·冯在法国的支持下成为了全老挝的国王，并获得自治权，從而得以组建老挝王国。1954年，老挝王国通过日内瓦会议脱离法蘭西聯盟和法屬印度支那正式独立。但是，内战很快爆发，老挝被视为越南战争的另一个战区。随着北越及赤柬的胜利，共产主义组织巴特寮于1975年推翻君主制，并且成立老挝人民民主共和国持续至今。

## 建立
1945年，老挝保护国曾在日本的支援下获得了短暂的独立，由自由老挝组织组建政府。国王西萨旺·冯本不赞成独立，但终在日本人的压力下被迫同意。老挝独立后，首相佩差拉亲王试图驱赶法国在老挝的势力，为此他软禁了国王。然而，随着日本战败投降，法国军队回到了老挝，独立的老挝无法带领国家抵抗法国殖民政府和军队，最终取消了独立。
1946年6月，为了恢复殖民统治，法国代表和老挝代表召开会议，讨论老挝保护国的未来发展。8月27日，法国给予老挝自治权。新的老挝立宪议会、国民警卫队和警队成立，同时法国人给予西萨旺·冯“老挝国王”的头衔，占巴塞王国被废除，其国王改称占巴塞亲王。1947年5月11日，议会通过宪法，写明老挝作为一个隶属于法兰西联盟的君主立宪制“自治国家”。
老挝获得了自治权，但在曼谷的佩差拉亲王流亡政府仍然在不断干扰自治王国的统治。此外，苏发努冯亲王的部队获得了越盟的支持，活跃在老挝的边境地区。1947年7月28日，政府宣布给予反抗者特赦，劝其放弃抵抗。1949年7月19日，首相兼占巴塞亲王文翁与时任法国总理樊尚·奥里奥尔签署协议，巩固了老挝的自治权。身在曼谷的佩差拉亲王决定放弃抵抗；梭发那·富马亲王则回到老挝，后多次担任首相；苏发努·冯亲王则坚持抵抗，留在越南。
1950年至1953年，老挝王国着手建立新的行政体系，许多前殖民政府官员在王国政府就职。1950年，老挝国民军建立，后改成老挝王家陆军。老挝在泰国、英国和美国设有使馆。但是，由于老挝王国着重进行政治改革，他们几乎无法完全控制边界地区，少数民族的问题也没有获得解决。1951年，意识形态较中立的富马亲王接任首相，代替了民族主義的占巴塞亲王文翁。

## 内战爆发
1950年8月13日，苏发努冯亲王在老挝东北地区建立共产主义组织巴特寮，获得越南獨立同盟會大力支持。佩差拉亲王此时是公认的民族独立运动领袖，但是由于他长居曼谷而地位不再显要。革命者逐渐渗透入边境地区，1953年4月，武元甲率四万人入侵老挝东北部，其中也包括苏发努·冯亲王的部队，目的是夺取琅勃拉邦和查尔平原。11月9日，巴特寮与老挝王国的冲突逐渐升温，由此打响老挝内战。此次战役后，巴特寮控制了布拉万高原地区和一些北部市镇。

## 正式独立
1953年9月，法国放弃了其在老挝的更多特权。10月22日，老挝王国宣布与法国建立友好合作关系，法国官员的地位降到了“顾问”。在日内瓦会议上，老挝政府希望以取缔巴特寮为由获得更多的国际支持，但因北越的反对而没有实现。1954年7月21日，法国放弃在老挝的全部权力，老挝王国正式独立，法国在老挝保留了两个军事基地和上千名士兵。此时国内传出佩差拉亲王企图发动政变的传闻，由此爆发政治危机，国防部长考·沃拉翁遇刺，富马亲王辞职，与富马亲王同属民族进步党的卡泰·唐·萨索里接任首相；巴特寮在此次危机当中有所受益。

## 短暂的和平
老挝在日内瓦会议上取缔巴特寮的请求没有得到他国的支持，其它签署国则开始和巴特寮进行谈判，后者将能够在1955年参加选举。但是巴特寮却因政府进占桑怒和丰沙里而拒绝参加选举。1955年3月22日，根据印度支那共产党的第二次代表大会（1951年2月召开），印度支那共产党老挝籍党员25人召开大会，成立老挝人民党，凯山·丰威汉任中央委员会总书记。
1955年12月19日，老挝王国加入联合国。1956年1月，巴特寮成立“老挝爱国阵线”（Neo Lao Hak Sat）参加选举。但是在1956年3月的选举中，富马亲王的民族进步党取得了胜利，他本人再次接任首相。1957年11月，佩差拉亲王回国，与巴特寮组成联盟，准备1958年大选。从1957年3月起，老挝政府开始向苗族游击队提供武器，以遏制巴特寮对山地村落的渗透。

## 政治的乱局

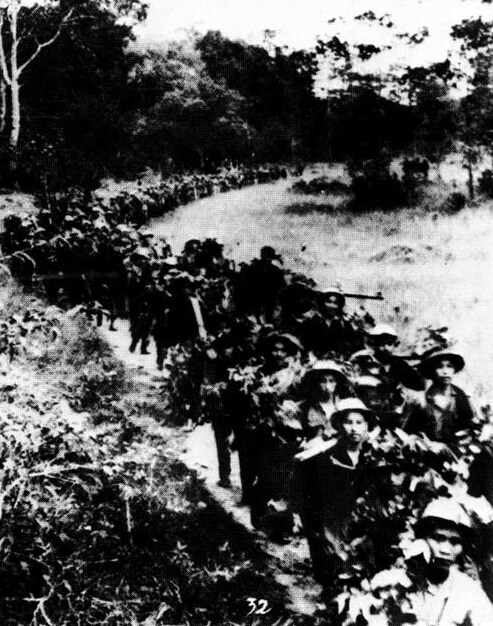
北越军队在老挝境内行军，摄于1967年

在1958年大选上，巴特寮得到了三分之一的民众选票，并在1958年5月4日的大选中赢得了21个竞争席位中的13个，亲美的培·萨纳尼空继任首相。1959年5月，政府宣布逮捕苏发努·冯亲王，迫使巴特寮又一次与政府为敌，重新占领老挝的东北部。
1959年5月，北越士兵进入老挝建造胡志明小道，以向越南南方的民族解放阵线运送物资及武器。7月28日，越南人民军在北越和老挝边境发动全面攻击，巴特寮跟进占领越南人攻占的地区。1959年10月，国王西萨旺·冯驾崩，亲美的西萨旺·瓦达纳即位。12月，首相培·萨纳尼空任期结束，军人索松·帕塔马翁继任首相。帕塔马翁就职后，利用军权干涉政治，更在1960年4月通过了给予军方选举优势的争议法案，引发政界不满，富马亲王依此再次崛起。5月，被监禁的巴特寮要员脱逃，军人政府严重受挫。1960年8月，富马亲王再次就任首相。但在12月，在美国和泰国主使下，富马亲王政府再度被推翻。占巴塞亲王文翁再任首相。1961年起，老挝已沦为军方政变势力、政府军、北越、美国和巴特寮的角斗场。老挝王家陆军在与政变势力的斗争中已经难以保持其战斗力，王宝率领的苗族游击队成了巴特寮推翻政权中的主要敌人。
1962年6月23日，经过漫长的谈判后，富马亲王再度继任首相。7月，14个国家在柬埔寨的西哈努克主持下通过了维持老挝中立性和独立性的决议。同时，一支1,500人的美国海军陆战队前往老挝边境地区。在1955年与1963年间，美国花费了上千亿美元来援助老挝。1963年4月1日，老挝的亲共外长遇刺，老挝政府中的巴特寮成员越来越少。1965年起，为了摧毁胡志明小道，美国和南越的轰炸机持续在老挝东部进行战略轰炸。
1968年初，北越对老挝王家陆军发动了又一轮进攻，并沉重打击了老挝王国的指挥系统。北越和巴特寮的部队已经自老挝的东部和南部逐渐向老挝王国的统治中心靠拢。1970年，北越和巴特寮向老挝北部发动进攻。同时美国开始削减东南亚战争预算，寻求退出东南亚战场。1971年2月，为了打击胡志明小道，南越发动蓝山719行动，在1个月的战斗后，南越部队损失约三分之一的兵员，不得不撤出老挝。

## 覆灭
3月30日，北越向南越发动復活節攻勢，美国空军大部分都前往南越境内进行支援，美军对老挝的空袭逐渐减少。11月，巴特寮同意与政府代表会谈协商停火。1973年，根据《巴黎和平协约》的规定，美国从老挝撤退。该条约并没有要求北越撤出其武装力量。4月，苏发努·冯亲王进入永珍，再一次宣布与政府合作，并将带领巴特寮参加大选。首相富马亲王在1974年中旬因心脏病发作而前往法国疗养数月。老挝人民党更名为老挝人民革命党，开始排除政敌，按照捷克斯洛伐克二月事件的模式建立共产主义政权。
1975年5月，紅色高棉占领金边、北越占领西贡，老挝共产主义者也开始对政府发动攻势，并立即在各大城市建立了革命委员会。巴特寮控制了老挝的警察机构，美国官员也撤离老挝，苏联和东欧官员取而代之。7月，巴特寮占领琅勃拉邦，8月23日进入万象。随后泰国对老挝实行禁运，老挝的经济状况进一步恶化。12月初，国王西萨旺·瓦达纳宣布退位，富马亲王辞职。巴特寮建立老挝人民民主共和国，苏发努·冯任国家主席，凯山·丰威汉任部长会议主席。老挝王国统治全老挝近30年，而巴特寮的老挝人民民主共和国则延续至今。